# Salobral
Salobral es un municipio de España perteneciente a la provincia de Ávila, en la comunidad autónoma de Castilla y León. En 2017 contaba con una población de 102 habitantes.

## Toponimia
El nombre de Salobral deriva de la palabra "salobre", que quiere decir terreno donde abunda la sal. Este hecho se confirma, sobre todo en algunas zonas del pueblo, porque las arboledas que allí crecen, al extenderse sus raíces llegan a una capa del subsuelo rica en sal provocando su sequía, como la situada en el lugar donde se encuentra el actual edificio escolar. 

## Geografía
Su relieve es llano y se encuentra regado por el río Adaja, siendo la dedicación principal de sus habitantes la agricultura y ganadería. La principal actividad agraria es el cultivo de cereales de secano junto con algunos prados en las riberas del río. El agua del río es utilizada para regar los prados mediante una presa ( pesquera) que mediante una red de canales lleva el agua hasta ellos, principalmente durante la primavera.
La localidad se encuentra localizada en la comarca natural del Valle de Amblés. Su proximidad con la capital (a 12 km) y el hecho de estar bordeado por las carreteras nacionales N-110 y N-502, hacen que esté bien comunicada. Está situada a una altitud de 1084 m s. n. m.
| Noroeste: Padiernos | Norte: Muñopepe | Noreste: La Serrada |
| Oeste: Padiernos    |                 | Este: El Fresno     |
| Suroeste: Niharra   | Sur: Sotalbo    | Sureste: Gemuño     |

## Historia
Hoy en día el terreno del casco urbano ha mejorado, debido fundamentalmente a la construcción del alcantarillado y desecación de algunas lagunas del mismo.
El origen de Salobral es desconocido con exactitud, pero se cree data de la época de la repoblación de Ávila, llevada a cabo por Raimundo de Borgoña en el siglo XII, según atestiguan algunas inscripciones de restos antiguos. 
Anterior al pueblo actual, hubo otro ubicado en distinto lugar, como indican los restos de la iglesia del cementerio, que se conoce como "iglesia vieja", donde se han encontrado restos humanos (según la antigua costumbre de enterrar en las iglesias).

## Demografía
Salobral cuenta con una población de 102 habitantes (INE 2024).
| Gráfica de evolución demográfica de Salobral entre 1842 y 2021                                                        |
| |
| Población de derecho según los censos de población del INE. Población de hecho según los censos de población del INE. |

La escasa natalidad, el éxodo a la ciudad (por razones de trabajo), la modernización de la agricultura y ganadería, han hecho que la población de este municipio haya disminuido considerablemente.

## Economía
La agricultura y ganadería siguen siendo las principales actividades. 
Agricultura
La agricultura ha evolucionado debido a causas como la concentración parcelaria, desaparición del latifundio (al bajar las rentas de las fincas y ser vendidas por los dueños a los colonos), mecanización del campo. (tractor, cosechadora...), modernización de la ganadería. ( estabulación, piensos compuestos, 
ordeñadoras...), utilización de herbicidas, pesticidas, abonos artificiales...). Como consecuencia de estos hechos, si bien se ha aumentado la producción, los precios se han mantenido o bajado, la mano de obra ha disminuido muchísimo, ocasionando un éxodo masivo a la ciudad en busca de trabajo, sobre todo en el sector servicios.

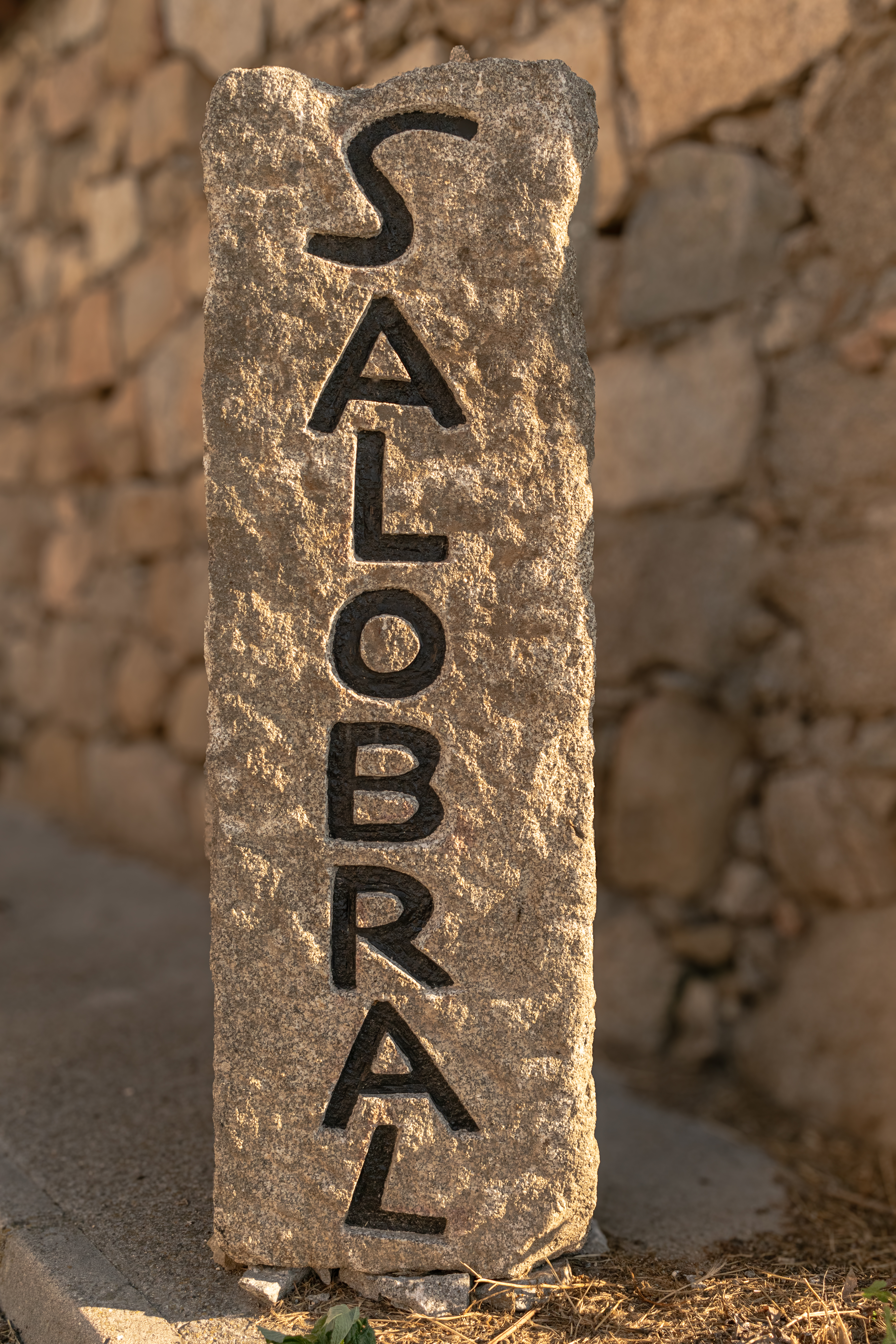
Enunciado sobre piedra.

### Ganadería
De la ganadería podemos decir que a finales del siglo XIX y primera mitad del siglo XX) había en cada casa de labor varias parejas de bueyes de raza avileña para labrar la tierra, más tarde sustituidas por tractores y vacas de leche para el mantenimiento económico de la casa. Últimamente este ganado vacuno ha sido mejorado por razas frisonas seleccionadas, aunque el problema de la producción lechera, al entrar España en la Unión Europea, ha hecho que disminuyera el número de reses.

## Patrimonio
Iglesia parroquial
Desaparecida la iglesia vieja, el monumento más destacado es la actual, alrededor de la cual se apiñan las casas del pueblo. Es un edificio moderno, de planta de cruz latina, con una nave central y dos capillas laterales. El techo es un artesonado de madera y los altares de estilo barroco han perdido parte de su valor artístico al ser reformados.

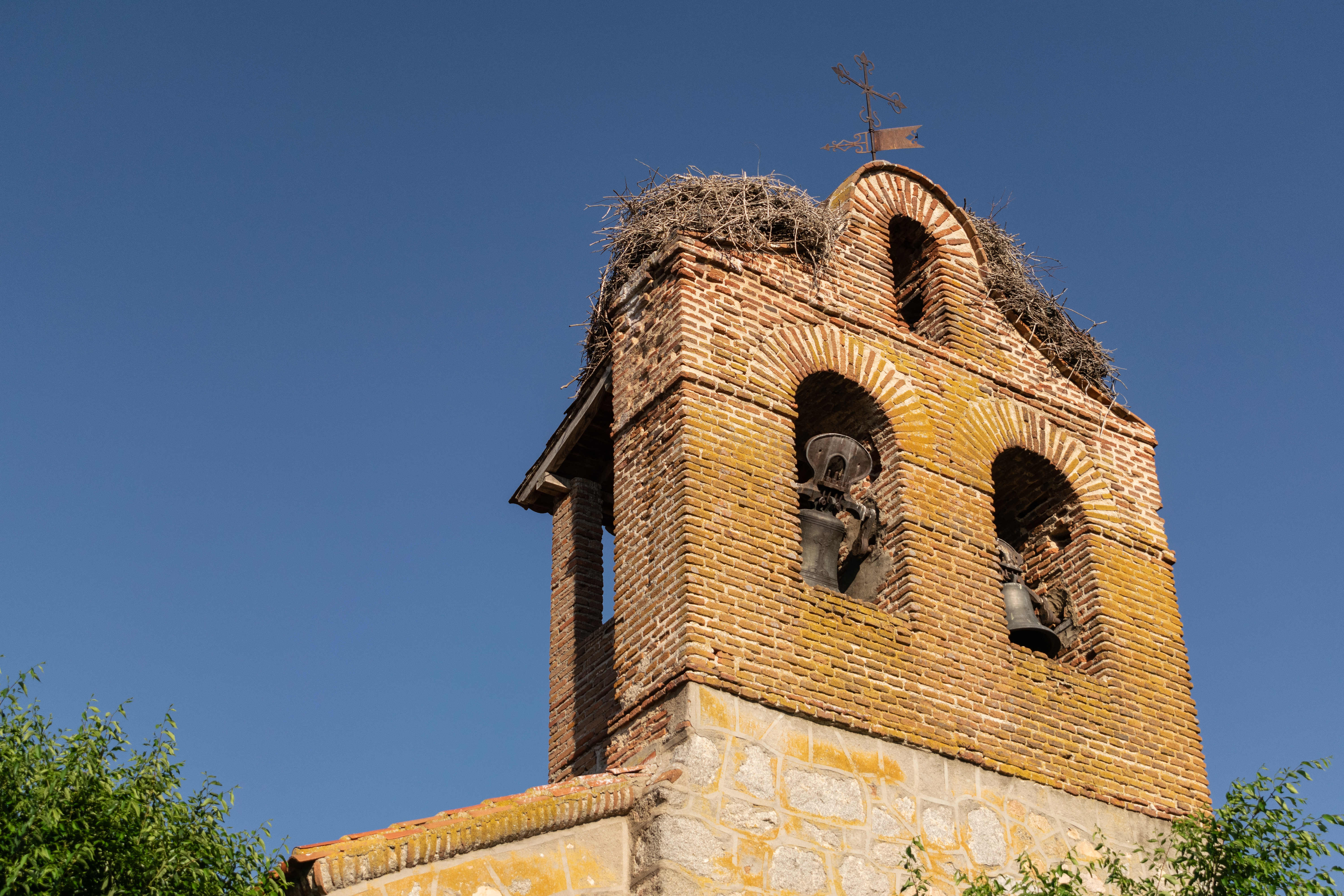
Espadaña de la Iglesia de San Martín.

En el altar mayor todas las imágenes son de madera tallada y presidiendo el mismo se encuentra San Martín, patrono del pueblo. A ambos lados del mismo aparecen las imágenes de Santa Bárbara y Santa Barbada y en la parte inferior la imagen de la Asunción coronada, que tiene a su lado derecho a San José y al izquierdo San Antonio.
También hay una imagen en madera del Resucitado colocada en una mesita adicional al altar mayor. En otro altar, situado a mano derecha, según entramos, hay una imagen de la Magdalena, que según cuenta la tradición se encontró en una finca situada entre los términos municipales de Gemuño y Salobral, lo que sirvió de disputa entre los vecinos de ambos pueblos, quedando al final, por decisión imperativa de la imagen, en Salobral, sin embargo su festividad es celebrada en Gemuño. El resto de las imágenes son de escayola careciendo de valor artístico.
Otros
Por su antigüedad destacaremos las catorce cruces talladas de granito que forman el calvario cuyo recorrido comienza en la salida hacia Niharra y la última cruz se localiza en el Cementerio actual. Algunas de estas cruces tienen una inscripción con el nombre de sus donantes.
Existen en la actualidad dos grandes casas solariegas, una de las cuales tiene una fachada con sillería de piedra. Junto a las casas se conservan aún las "paneras", algunas de las cuales han sido convertidas en vivienda. También quedan los restos de una casa antigua llamada " del cirujano" por ser residencia habitual del médico. 
La mayoría de las casas tiene una base de piedra para protegerse de la humedad, siendo el resto de adobe.

## Cultura

### Costumbres
La propiedad del terreno en Salobral constituía un gran latifundio perteneciente a la familia "Salvadios". Más tarde esta familia queda dividida en dos y sus dueños son los poseedores de las dos casas solariegas citadas anteriormente.
En cada casa había un "mayoral" con varios criados que, durante el verano eran ayudados por otros llamados "agosteros" y algunos pastores y "zagales" para el cuidado del ganado.
Algunos vecinos del pueblo (colonos) labraban, en renta, las fincas de estas casas muchas de las cuales, han pasado en la actualidad a ser de su propiedad. Por Navidad era costumbre que los colonos regalaran a los dueños de las casas un capón. 
En las casas menos pudientes se guardaba el grano en el "sobrado". La "lumbre" era de paja, aunque se encendía con piornos recogidos en la Paramera durante el mes de septiembre y acarreado hasta el pueblo por los carros de bueyes.
En las casas de labranza a los criados se les daba todos los meses la "tanda" que consistía en una fanega de trigo, garbanzos y tocino. La comida consistía en tres cocidos al día: uno para desayunar, otro para comer y el último para cenar, siendo el mejor el primero por haber estado cociendo lentamente durante toda la noche. La mejor paja para la lumbre era la de algarrobas (garrobaza) ya que duraba más y proporcionaba más calor.
Recogida de cereales

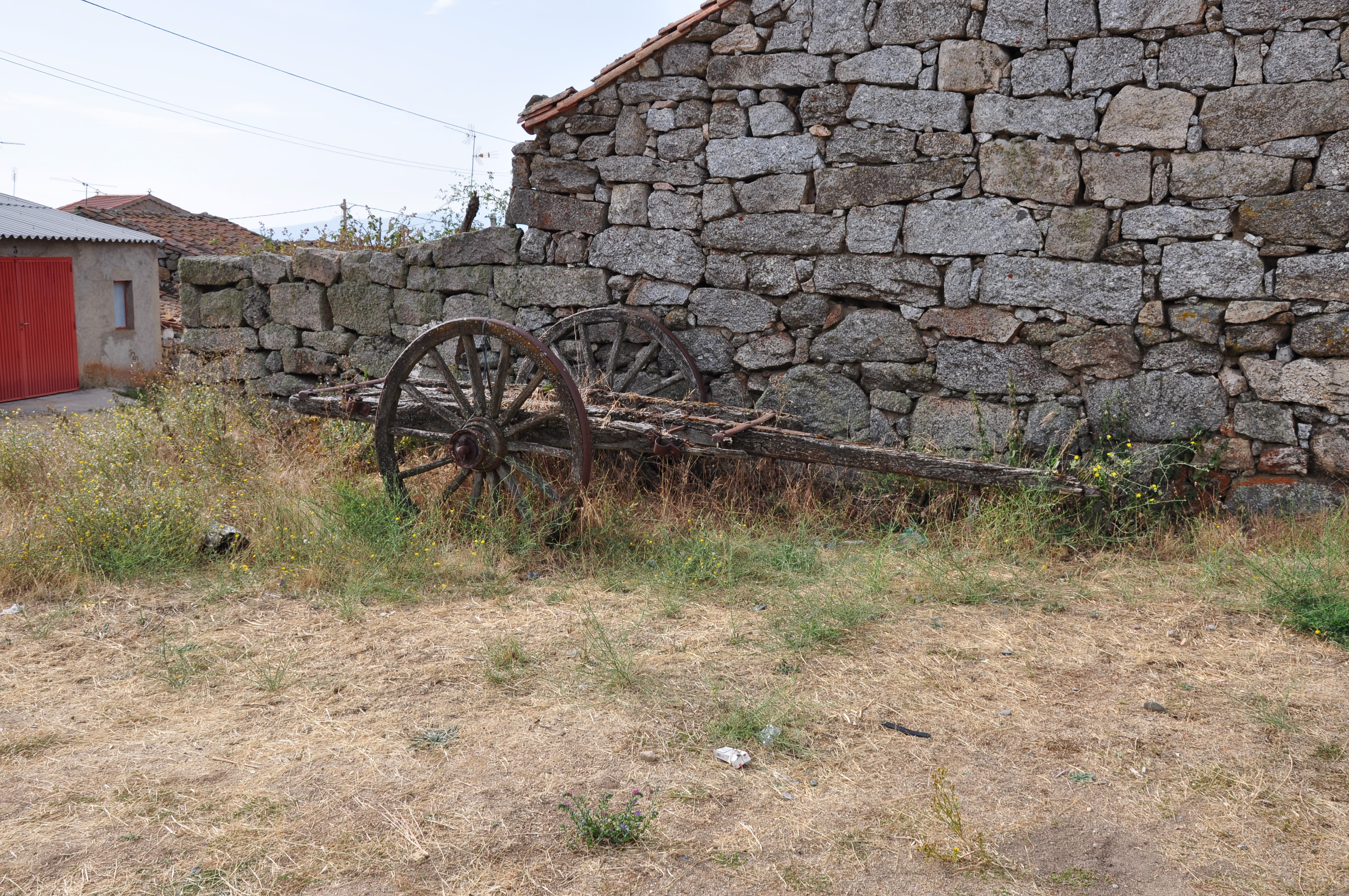
Carro de bueyes

La principal actividad agrícola era la recogida de los cereales durante el verano. Esta tarea era larga y laboriosa haciéndose de forma manual y consistía:
a) Segar con la hoz (los "haces" de mies eran atados por el "atero" con atillos hechos con paja de centeno por todos los miembros de la familia, para lo cual había que mojar la paja durante 24 horas. La cuadrilla estaba formada por cuatro segadores y un atero).
b) Acarrear con el carro de bueyes los cereales hasta la era.
c) Tender la "parva".
d) Trillar ( los amos de las casas solariegas contrataban a los niños del pueblo como " trilliques" para conducir los trillos).
e) Recoger la parva con la "cañiza".
f) Aventar o limpiar el grano aprovechando los días de viento.
g) Encerrar el grano en la panera.
Elaboración del pan
La elaboración del pan era una actividad muy laboriosa que se realizaba quincenalmente con el trigo propio de cada casa. Se llevaba el trigo al molino, llegando a casa sin "cerner", faena realizada por las mujeres, siguiendo el amasado, calentado del horno y el cocer. El calentamiento del horno se hacía con paja y era muy penoso debido al calor que había que soportar. Los días en que se cocía el pan se hacían unos bollos pequeños, de forma aplanada que eran untados con aceite de oliva y que servían para la merienda de la familia. 
Lavando la ropa
La ropa se lavaba en el río, llevando el cesto a la cadera junto con el "lavadero" y la "tajilla" para apoyar las rodillas. El día más adecuado era el lunes. También servía de punto de encuentro entre "mozos y mozas".
La boruja
Durante la primavera se acudía a los regatos del río en busca de "boruja", haciendo después una ensalada a la cual se invitaba a todo el vecindario.
La matanza
La matanza del cerdo siempre tuvo una gran importancia ya que era la base de la alimentación durante todo el año. Era un ritual que servía como centro de reunión de las familias para realizar las labores típicas como lavar el vientre (se hacía en el río y a las mujeres que lo realizaban se les daba las "sopas de vino" para combatir el frío), picar la carne y embutir.

### Fiestas
San Martín
La fiesta principal de Salobral se celebra el 11 de noviembre, día de San Martín. Ese día hay una misa con procesión acompañada de lanzamiento de tracas y cohetes. El segundo día la "dulzaina" toca una diana recorriendo las calles del pueblo, saliendo los vecinos a invitar a los músicos. Por la tarde la juventud (mozos) "corren los bollos" es decir van de casa en casa comiendo y bebiendo. La misa del segundo día es por los difuntos. Antiguamente se bailaba alrededor de una cruz situada a la puerta de la iglesia.
San Antón
Otra festividad muy celebrada en esta localidad es San Antón (17 de enero). La víspera el alguacil iba por las casas pidiendo cosas de la matanza (orejas y pies de cerdo), garbanzos y dinero para subastarlo al día siguiente y servir como fondo de la parroquia. Durante ese día los chavales cogían de las casas los cencerros más grandes para dar una gran "cencerrada" por las calles del pueblo terminando la fiesta con una gran chocolatada.
Como es tradicional en todos los pueblos agrícolas se celebra también la festividad del patrón de los agricultores, San Isidro Labrador (15 de mayo) habiendo misa y procesión seguida de un aperitivo organizado por el Ayuntamiento.
Otra festividad muy arraigada es la de la longaniza, el Día de Reyes, el 5 de enero los mozos del pueblo van de casa en casa pidiendo longaniza para después prepararla por la mañana para todos. Antiguamente se rondaba a las mozas.